# Kranggan (Geger)
Kranggan is een bestuurslaag in het regentschap Madiun van de provincie Oost-Java, Indonesië. Kranggan telt 2547 inwoners (volkstelling 2010).